# Crèvecœur-le-Grand
Crèvecœur-le-Grand är en kommun i departementet Oise i regionen Hauts-de-France i norra Frankrike. Kommunen ligger i kantonen Crèvecœur-le-Grand som tillhör arrondissementet Beauvais. År 2022 hade Crèvecoeur-le-Grand 3 458 invånare.

## Befolkningsutveckling
Antalet invånare i kommunen Crèvecœur-le-Grand
| Referens: INSEE |